# Prihradzany
Prihradzany es un municipio del distrito de Revúca en la región de Banská Bystrica, Eslovaquia, con una población estimada a final del año 2024 de 66 habitantes.
Se encuentra ubicado al este de la región, en la cuenca hidrográfica del río Sajó —un afluente derecho del río Tisza— y cerca de la frontera con la región de Košice.

## Demografía
| Año        | 1994 | 2004     | 2014    | 2024     |
| ---------- | ---- | -------- | ------- | -------- |
| Población  | 98   | 79       | 84      | 66       |
| Diferencia |      | −19,38 % | +6,32 % | −21,42 % |

| Año        | 2023 | 2024    |
| ---------- | ---- | ------- |
| Población  | 69   | 66      |
| Diferencia |      | −4,34 % |